# Улица Дзержинского (Пермь)
У́лица Дзержи́нского — улица в Перми, расположенная в Дзержинском районе. Берёт свое начало от площади Дзержинского, от железнодорожной насыпи в районе завода им. Ф. Э. Дзержинского, до насыпи в районе локомотивного депо (ныне — моторвагонное депо Пермь-II). Там она переходит в улицу Трамвайную, с которой соединена аркой.

## История
До 1936 года улица носила название Кожевенной, так как здесь находился кожевенный завод, в советские годы переименованный в «Труженик». Сам район носил название Заимка. Земли принадлежали первоначально англичанину Г. И. Гуллету. В 1858 году агличанин П. Э. Тет, пароходовладелец, основал здесь судостроительный завод. В 1877 году завод был куплен П. С. Любимовым, это — будущий завод им. Дзержинского. В 1869 году братья Каменские, Фёдор и Григорий, основали литейно-механический завод, который позже был объединён с заводом «Комунар» (теперь — ОАО). В 1902 году здесь было открыто училище (ПУ № 4) и механико-технологический техникум.
В доме № 3 по ул. Дзержинского располагалось отделение милиции. С 2002 года здесь открыта социальная гостиница, иначе говоря, центр реабилитации для лиц без определённого места жительства. Здание построено в 1908 году.
Хотя улица не имеет какого-то архитектурного облика, она застроена в основном промышленными предприятиями, но на ней сохранилось несколько исторических зданий начала XX века. В первые годы Советской власти по улице была проложена трамвайная линия. Тоннель, по которому линия продолжается и ведёт в микрорайон Красный Октябрь, построен в 1937 году. На улицу выходят некоторые корпуса Пермского университета, основанного в 1916 году, при пересечении улиц Дзержинского и Генкеля. А. Г. Генкель — один из основателей университета, профессор ботаники. Строителем самых ранних корпусов был пермский купец Н. В. Мешков.

## Крупнейшие учреждения и предприятия улицы Дзержинского
- ОАО «Пермский мукомольный завод»
- ОАО «Пермский мясокомбинат»
- ФГУП «Машиностроительный завод им. Ф. Э. Дзержинского»
- ОАО РЖД, некоторые подразделения Пермского отделения ОАО РЖД
- Пермский государственный университет